# Зајци
Зајци су насељено место у саставу општине Пићан у Истарској жупанији, Хрватска. До територијалне реорганизације у Хрватској налазили су се у саставу старе општине Лабин.

## Становништво
На попису становништва 2011. године, Зајци су имали 242 становника.

## Попис1991.
На попису становништва 1991. године, насељено место Зајци је имало 268 становника, следећег националног састава:
| Попис 1991.‍  | Попис 1991.‍  | Попис 1991.‍ | Попис 1991.‍ | Попис 1991.‍ |
| ------------ | ------------ | ----------- | ----------- | ----------- |
|              |              |             |             |             |
| Хрвати       | Хрвати       |             | 106         | 39,55%      |
| Италијани    | Италијани    |             | 2           | 0,74%       |
| неопредељени | неопредељени |             | 12          | 4,47%       |
| регион. опр. | регион. опр. |             | 147         | 54,85%      |
| непознато    | непознато    |             | 1           | 0,37%       |
| укупно: 268  |              |             |             |             |